# Aleksandr Svedomski
Aleksandr Aleksandrovitch Svedomski (en russe : Александр Александрович Сведомский), né le 19 septembre 1848 à Saint-Pétersbourg, dans l'Empire russe, et mort le 15 juin 1911 à Rome, est un  peintre de genre et paysagiste russe. 

## Biographie
Aleksandr Svedomski, d'origine noble, a grandi dans le domaine familial de Savod Mikhaïlovski, à une quarantaine de kilomètres de la ville de Tchaïkovski, dans la région de Perm, dans le district fédéral de la Volga. Il suit en même temps que son frère Pavel les cours du peintre d'église et d'histoire Andreas Müller à l'Académie des beaux-arts de Düsseldorf.  
À Düsseldorf, ils sont également formés par les peintres Mihály Munkácsy et Eduard Gebhardt, un peintre d'histoire de l'École de Düsseldorf. En 1871, ils s'installent à Munich où ils sont étudiants de Karl von Piloty.  
En 1875, ils se rendent à Rome. Ils  passent généralement l'été à Savod Mikhaïlovski. À Rome, Aleksandr Svedomski prend part à une vie artistique intense. Son nom est cité dans divers mémoires de ses contemporains. Il épouse Anna Nikolaïevna Koutoukova (1871-1925), pianiste et chanteuse d'origine tatare. Leur fille Anna Aleksandrovna Svedomskaïa (1898-1973) devient musicienne et peintre. Aleksandr Svedomski est enterré dans le cimetière non catholique de Rome,.

## Œuvres (sélection)

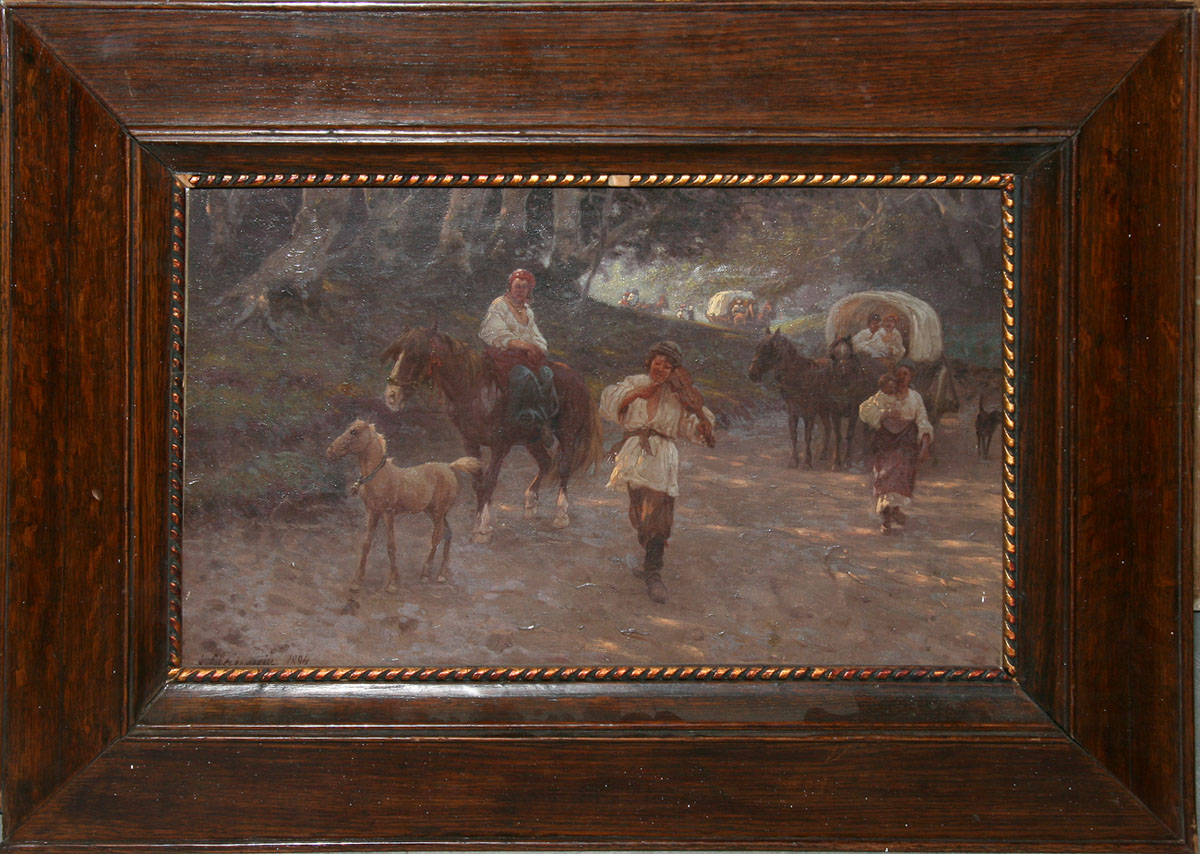
Campement tsigane, années 1890

- Campement tsigane (Chatra), années 1890.
- Porte de la ville de Volterra, Étrurie (retour au pays des prisonniers).
- Rue du vieux Pompéi, Galerie Tretiakov, Moscou[3].